# Seznam operních pěvců a pěvkyň v Česku
Toto je seznam operních pěvců s českým původem i zahraničních, kteří dlouhodobě působí nebo působili v Česku, a stali se tak součástí historie české opery.

## A
- Margita Abrahámová (1933–2015) – soprán
- Jan Adamec (1949–) tenor
- Edita Adlerová (1971–) – mezzosoprán a alt
- Lívia Ághová (1963–) – soprán
- Werner Alberti (Krzywonos) (1860–1934) – tenor
- Josef Allram (1777/8–1835) – tenor
- Babette Allramová (1794–1872) – mezzosoprán
- František Anelt (1901–1969) – basbaryton
- Miloslav Arbeit (1924–1986) – tenor
- Friedrich Wilhelm Arnoldi (1767–1838) – baryton
- Eduard Aschenbrenner (1857–1921) – bas / baryton
- Rudolf Asmus (1921–2015) – bas
- Pavla Aunická (1968–) – mezzosoprán

## B
- Eduard Bachmann (1831–1880) – tenor
- Filip Bandžak (1983–) – baryton
- Luigi Bassi (1766–1825) – bas / baryton
- Jiří Bar (1928–1989) – baryton
- Antonín Balcar (1847–1927) – tenor
- Anna Barová (1932–2015) – mezzosoprán
- Martin Bárta (1867–) – baryton
- Tomáš Bartůněk (1964–) – bas
- Tekla Batková (1764–1852) – soprán
- Vladimír Bauer (1925–) – baryton
- Martina Bauerová (1966–) – mezzosoprán a soprán
- Pavel Baxa (1951–2020) – tenor
- Václav Bednář (1905–1987) – baryton
- Kveta Belanová (1927–) – soprán
- Václav Bělčický (1818–1865) – tenor
- Gemma Bellincioniová (1864–1950) – soprán
- Zdenka Belas (1978–) – soprán
- Gabriela Beňačková-Čápová (1947–) – soprán
- Marta Beňačková (1953–) – mezzosoprán
- Adele Benettiová (1851–1926) – soprán
- Emilie Bennewitzová (1834–1906) – soprán
- Bohumil Benoni (1862–1942) – baryton
- Kateřina Beránková (1808/9–po 1844) – mezzosoprán
- Louise Bergauerová (asi 1825–po 1888) – soprán
- Rudolf Berger (1874–1915) – tenor
- Katharina Bergobzoomová (1755–1788) – soprán
- Jan Berlík (1892–1972) – tenor
- Karel Berman (1919–1995) – bas
- Karel Bím (1929–1997) – tenor
- Josef Sebastian Binder (1796–1845) – tenor
- Libuše Bláhová (1923–2016) – soprán
- Beno Blachut (1913–1985) – tenor
- Jindřich Blažíček (1903–1979) – tenor
- Hana Blažíková (1980–) – soprán
- Věkoslava Blažková-Ressová (1841–1873) – soprán
- Vítězslava Bobáková (1948–) – soprán
- Amálie Bobková (1874–1956) – soprán
- Zdislava Bočková (1991–) – soprán
- Marja Bogucká (1883–1957) – soprán
- Anda-Louise Bogza (1965–) – soprán
- Marta Boháčová (1936–2014) – soprán
- Hana Böhmová (1923–1982) – soprán
- Marianna Böhmová (Jacobsová) (kol. 1750–po 1806) – soprán, mezzosoprán
- Julius Bochníček (1871–1951) – tenor
- Caterina Bondiniová (kol. 1757 –po 1789) – soprán
- Pasquale Bondini (1731–1789) – bas
- Olga Borová-Valoušková (1886–1975) – alt
- Anna Bortlová (1947–) – soprán
- Theresia Boschettiová (1846–1919) – soprán
- Zbyněk Brabec (1956–) – tenor
- Michael Bragagnolo (1990–) – tenor
- Doubravka Branbergerová (1885–1945) – soprán
- Josef Branžovský (1865–1931) – tenor
- Amálie Braunová-Kadlčíková (1935–2023) – mezzosoprán
- Franz Brava (1811–1882) – bas
- Jenny Brennerová (1828–1878) – soprán
- Aleš Briscein (1969–) – tenor
- František Broulík (1853–1930) – tenor
- Tamara Brummerová (1952–) – mezzosoprán
- Therese Barbara Brunettiová (Kalliwodová) (1803–1892) – soprán
- Monika Brychtová (?–) – soprán
- Jaromír Březina (1955–) – basbaryton
- Jaroslav Březina (1968–) – tenor
- Marie Budíková-Jeremiášová (1904–1984) – soprán
- Dana Burešová (1967–) – soprán, mezzosoprán
- Marie Burešová (1922–1963) soprán
- Milan Bürger (1963–2016) – bas
- Karl Franz Burghauser (1801–1857) – tenor
- Emil Burian (1876–1926) – baryton
- Karel Burian (1870–1924) – tenor
- Helena Burianová (1909–1992) – mezzosoprán
- Petar Burja (1900–1971) – tenor
- Henriette Burenne (1850–1878) - alt
- Karla Bytnarová (1973–) – mezzosoprán

## C
- Bartolomeo Cajo (po 1700–po 1736) – bas
- Monika Cahová (1966–) – soprán
- Marie Calma-Veselá (1881–1866) – soprán
- Antonia Campiová (1773–1822) – soprán
- Maria Luigia Caravogliová (1781/2–1869) – soprán
- Hana Cavallarová (1863–1946) – soprán
- Jiří Ceé (1942–2017) – tenor
- Josef Celerin (1898–1971) – bas
- Marta Cihelníková (1942–) – soprán
- Petruše Cimburková (1950–) – soprán
- Mathilde Claus-Fränkelová (1868–po 1941) – soprán
- Marianne Czegka (Czejka, Čejková) (1786–1849) – soprán
- Markéta Cukrová (1972–) – mezzosoprán a alt

## Č
- Milada Čadikovičová (1920–1976) – alt
- Miroslava Časarová (1981–) – soprán
- Karel Čech (1844–1913) – bas
- Jiří Čep (1933–) – bas
- Oldřich Černoch (1915–1983) – tenor
- Pavel Černoch (1974–) – tenor
- Bohumil Černý (1935–) – tenor
- Tomáš Černý (1960) – tenor
- Soňa Červená (1925–2023) – mezzosoprán
- Pavel Červinka (1940–2015) baryton
- Ludmila Červinková (1908–1980) – soprán
- Jaroslav Čihák (1883–1936) – bas
- Sylva Čmugrová (1971–) soprán a mezzosoprán
- Alexandra Čvanová (1897–1939) – soprán
- Čápová Jiřina (1921 - 1987) alt

## D
- František Dáňa (1947–) – baryton
- Jiří David (1952–) – tenor
- Max Dawison (1869–1953) – baryton
- Oldřich Dědek (1920–1973) – tenor
- Friedrich Demmer (1803–1859) – tenor
- Antonie Denygrová (1934–2019) – soprán
- Antonio Denzio (kol. 1690–po 1763) – tenor
- Eva Děpoltová (1945–2017) – soprán
- Jaroslav Deršák (1920–2013) – tenor
- Ema Destinnová (1878–1930) – soprán
- Zdeňka Diváková (1920–2011) – soprán
- Jaroslava Dobrá (1923–1971) – mezzosoprán
- Alois Dobrovský (1814–po 1846) – tenor
- Marta Dobruská (1899–1947) – mezzosoprán
- Václav Dobš (1846–1902) bas
- Jelena Dolanská-Heidenreichová-Holečková (1899–1980) – mezzosoprán
- Ondřej Doležal (1945–) – tenor
- Vladimír Doležal (1951–) – tenor
- Libuše Domanínská (1924–) – soprán
- Jindřich Doubek (1922–1995) – bas
- Alois Doubravský (1867–1924) – tenor
- Stanislav Doubravský (1895–1933) – tenor
- Giovanni Dreyer (kol. 1703–1772) – tenor
- Drahomíra Drobková (1935–) – alt / mezzosoprán
- Jan Drska (1808–1847) – tenor
- Eva Dřízgová-Jirušová (1962–) – soprán
- Josefína Dušková (1754–1824) – soprán
- Josef Dvořák (1806–1869) – bas
- Ludmila Dvořáková (1923–2015) – soprán
- Magdalena Dvořáková (1881–1952) – soprán
- Miluše Dvořáková (1917–2005) – soprán

## E
- Božena Effenberková (1936–2023) – soprán
- Eleonora Ehrenbergová (1832–1912) – soprán
- Felix Ehrl (1855–1929) – bas / baryton
- Johannes Elmblad (1853–1910) – bas
- Wilhelm Elsner (1869–1903) – tenor
- Božena Elšlégrová-Puklová (1868–1950)
- Josef Emminger (1804–1872) – tenor
- Jiří Endršt (1932–2013) – bas
- Václav Eremiáš (1920–1984) – tenor

## F
- Marta Fadljevičová (1973–) – mezzosoprán
- Alina Farná-Podskalská (1949–) – soprán
- Zdenka Fassbenderová (1879–1954) – soprán
- Alois Fiala (1879–1940) – tenor
- Karel Fiala (1925–2020) – tenor
- Marie Fialová-Nussbaumová (1884–1963) – soprán
- Betty Fibichová (1846–1901) – alt
- Miloslava Fidlerová-Sopirová (1922–2020) – soprán
- Richard Figar (1866–1921) – tenor
- Vojtěch Filip (1947–) – tenor
- Filippo Finazzi (1705–1776) – soprán
- Géza Fischer (1899–1963) – baryton
- Frederika Amálie Fischerová, provd. Kreuzerová (1814–?)
- Arnold Flögl (1885–1950) – bas
- Václav Florian (1927–2007) – bas
- Vladislav Florjanský (Florjanski) (1854–1911) – tenor
- Berta Foesterová-Lauterová (1869–1936) – soprán
- Agia Formánková-Schindlerová (1934–) – soprán
- Betty Franková (1864–1920) – soprán
- Jan Nepomuk Frei (1769–po 1821) – bas
- Anni Frindová (Frinf-Sperlingová) (1900–1987) – soprán
- Miroslav Frydlewicz (1934–2002) – tenor
- Karel Fučík (1876–1951) – bas
- Karel Fuk (1932–2003) – tenor

## G
- Josephine Gallmeyerová (1838–1884) – soprán
- Eva Garajová (1965–) – mezzosoprán
- Marie Gärtnerová (1877–1965) – alt / mezzosoprán
- Eleonora Gayerová viz Eleonora Ehrenbergová
- Elena Prášilová Gazdíková (?–) – soprán
- Eva Gebauerová-Phillips (1934–) – soprán
- Leon Geitler (1884–1933) – tenor
- Michaela Gemrotová (1986–) – soprán
- Franz Xaver Gerl (1764–1827) – bas / baryton
- Antonia Maria Girelliová (18. stol.) – soprán
- Jaroslav Gleich (1900–1976) – tenor
- Louisa Glückseligová-Pávová (1893–1955)
- Luděk Golat (1954–) – bas
- Giovanni Battista Gordigiani (1795–1871) – baryton
- Henriette Grosserová (1817–1899) – soprán
- Johan Christoph Grünbaum (1785–1870) – tenor
- Therese Grünbaumová (1791–1876) – soprán
- Arnošt Grund (1844–1918) – tenor
- Vladislav Gřonka (1935–1995) – baryton
- Domenico Guardasoni (1731–1806) – tenor

## H
- Sylva Hinterseer Malá (1963) – (mezzosoprán)
- Richard Haan (1949–) – baryton
- Mária Haan (1964–) – soprán
- Eva Hadrabová (1902–1973) – soprán
- Jiří Hájek (1976–) – baryton
- Vilemína Hájková (1872–1944) – soprán
- Josef Hajna (1941–) – tenor
- Magdaléna Hajóssyová (1946–) – soprán
- Eduard Haken (1910–1996) – bas
- Prokop Haklík (1775–1816) – bas
- Jiří Halama (1952–) – tenor
- Václav Halíř (1926–1999) – bas
- Helena Halířová-Supová (1927–2022) – soprán
- Alfréd Hampel (1939–2014) – tenor
- František Hanus (1888–1946)
- Jana Hanusová-Křížová (1922–) – alt
- Karel Hanuš (1929–) – bas
- Ludmila Hanzalíková (1921–2002) – mezzosoprán
- Marta Harlasová-Schrödlová (1891–1962)
- Karel Harvánek (1931–1970) – bas
- Zdeněk Harvánek (1958–) – bas
- Anna Františka Hatašová (Bendová) (1728–1781) – soprán
- Lubomír Havlák starší (1921–2014) – tenor
- Lubomír Havlák (mladší) (1953) – tenor
- Alena Havlicová (1928–2005) – alt
- Ladislav Havlík (1889–1957) – bas
- Kateřina Hebelková (1978–) – mezzosoprán
- Jana Barbara Hein (1967–) – soprán
- Stanislav Hejduček (1919–2004) – bas
- Karolína Hejzlarová (?) – soprán
- Jan Theobald Held (1770–1851) – baryton
- František Helenský (Mlejnek) (1909–po 1969) – tenor
- Aleš Hendrych (1953–) baryton / bas
- Josef Heriban (1922–2007) – baryton
- Jiří Herold (1913–1973) – bas
- Věra Heroldová (1921–2018) – soprán
- Vilém Heš (1860–1908) – bas
- Jan Hladík (1943–) – bas
- Anna Hlavenková (1964–) – soprán
- Pavel Hlavica (1935–) – baryton
- Zdeněk Hlávka (1954–) – baryton
- Jan Hlavsa (1922–2008) – tenor
- Adriana Hlavsová (1957–) – mezzosoprán
- Eva Hlobilová (1924–2016) – mezzosoprán
- Marie Hloušková (1895–1940) – mezzosoprán
- Jaroslav Hlubek (1926–2012) – tenor
- Dagmar Hodačová-Vinšová (1952–) – mezzosoprán
- Anna Hofmannová (1861–1944) – mezzosoprán / alt
- Josef Holeček (1768–po 1812) – tenor
- Jiří Holešovský (1930–1992) – tenor
- Mikuláš Hölzl (1785–1848) – bas
- Anna Hölzlová (?–po 1813) – soprán
- Jaroslav Honzík (pěvec) (1923–1991) – bas
- Naděžda Honzíková (1936–2013) – soprán
- Jaroslav Horáček (1926–2011) – bas
- Pavel Horáček (1955–) – bas
- Ota Horáková (1904–1969) – soprán
- Gabriela Horvátová (1877–1967) – mezzosoprán
- Růžena Hořáková (1909–2001) – mezzosoprán
- Josef Hořický (1914–1985) – tenor / baryton
- Iva Hošpesová (1968–) – soprán
- Ivo Hrachovec (1968–) – bas
- Štěpánka Hraničková-Podnecká (1947–) – soprán
- Dalibor Hrda (1958–) – bas
- Jana Barbara Hrdinová (1967–) – soprán
- Zdenka Hrnčířová (1913–1984) – soprán
- Antonín Hromada (1841–1901) – baryton
- Karolina Hromádková (1952–) – soprán
- Libuše Hrubá-Macháčková (1951–) – soprán
- Eduard Hrubeš (1914–1979) – baryton
- Jiří Hrubeš (1911–1989) – tenor
- Jiří Hruška (1965–) – tenor
- Karel Hruška (1891–1996) – tenor
- Anna Hřímalá (1841–1897)
- Marie Hřímalá (1839–1921)
- Ema Hubáčková (?–) – soprán
- Daniel Hůlka (1968–) – baryton
- Jiří Huml (1875–1948) – bas
- Erich Hunold (1864–1923) – basbaryton
- Marie Hůrská-Vozková (1917–1996) – soprán
- Ivana Hybešová (1962–) – soprán
- František Hynek (1837–1905) – bas
- Lukáš Hynek-Krämer (1969–) – bas

## Ch
- Marie Chlostíková (1860–1943) – soprán
- Ladislav Chmel (1907–1985) – baryton
- Otakar Chmel (1879–1957) – baryton
- Vladimír Chmelo (1963–) – baryton
- Štěpán Chodounský (1886–1954) – baryton
- Bronislav Chorovič (1888–1980) – tenor

## I
- Ignác Illner (1803–1861) – bas

## J
- Zdeněk Jágr (1931–1998) – tenor
- Oldřich Jakubík (1930–2014) – bas
- Kateřina Jalovcová (1978–) – mezzosoprán
- Roman Janál (1964–) – baryton
- František Janda (1909–1968) – tenor
- Jan Janda (1937–) – tenor
- Václav Janeček (1947–) – tenor
- Helena Janečková (1956–) – soprán
- Karla Janečková (1921–) – soprán
- Patricia Janečková (1998–) – soprán
- Martina Janková (1972–) – soprán
- Zdeněk Jankovský (1922–2014) – tenor
- Hana Janků-Svobodová (1940–1995) – soprán
- Dalibor Janota (1946–) – tenor
- Jaroslava Janská (1943–) – soprán
- Erika Jarkovská (1976–) – soprán
- Lenka Jarolímková Schützová (1971–) – mezzosoprán
- Jaroslav Jaroš (1902–1968) – tenor
- Vladimír Jedenáctík (1905–1980) – bas
- Dalibor Jedlička (1929–2018) – bas
- Rudolf Jedlička (1920–1989) – baryton
- Zora Jehličková (1950–) – soprán
- Alois Jelen (1801–1857) – tenor
- Josef Alexander Jelínek (1863–1924) – tenor
- Olga Jelínková (1978–) – soprán
- Růžena Jelínková (1917–2009) – soprán
- Štěpánka Jelínková (1911–1996) – soprán
- Miloslav Jeník (1884–1944) – tenor
- Pavel Jeral (1890–1942) – tenor
- Maria Jeritza (1887–1982) – soprán
- Jan Ježek (1957–) – tenor
- Miloš Ježil (1948–) – tenor
- Tomáš Jindra (1954–) – bas
- Jindřich Jindrák (1931–1993) – baryton
- Milada Jirásková (1908–1992) – soprán
- Emílie Jirglová (1930–1987) – soprán
- František Xaver Jiřík (1760–po 1813) – baryton
- Iveta Jiříková (?–) – soprán
- Hana Jonášová (1966–) – soprán
- Jana Jonášová (1943–) – soprán
- Jiří Joran (1920–2011) – baryton
- Petr Julíček (1967–) – tenor
- Antonín Jurečka (1914–1985) – tenor
- Rudolf Jusa (1911–1987) – bas
- Jitka Jůzková (1921–1999) – alt

## K
- Marie Kabeláčová (1883–?) – soprán
- Božena Kacerovská (1880–1970) – soprán
- Matyáš Kadleček (kol. 1770–po 1806) – tenor
- Jaroslav Kachel (1932–2007) – tenor
- Kateřina Kachlíková (1953–) – mezzosoprán
- Joseph Kainz (1773–1855) – bas
- Marianne Katharina Kainzová (1800–1866) – mezzosoprán
- Karel Kalaš (1910–2001) – bas
- Karel Kalaš (1947–) – tenor
- Klementina Kalašová (1850–1889) – mezzosoprán
- Miroslava Kalašová (1956–) – mezzosoprán
- Jiří Kalendovský (1959–) – bas
- Pavel Kamas (1947–2020) – baryton
- Lucie Kaňková (1991–) – soprán
- Jaroslav Kantor (1921–1996) – baryton
- Konstantin Karenin (1897–1966) – tenor
- Zdenka Kareninová (1930–2020) – soprán
- Milan Karpíšek (1928–2002) – tenor
- Egon Karter (1911–2006) – tenor
- Matouš Károlyi (1991–) – bas
- Rudolf Kasl (1908–1974) – baryton
- Michaela Katráková (1988–) – soprán
- Helena Kaupová (1964–) – soprán
- Mičijo Keiko (1965–) – soprán
- Josef Kejř (1892–1979) – tenor
- Naďa Kejřová (1902–1983) – soprán
- Daniel Kfelíř (1996–) – basbaryton
- Eva Kinclová (1946–1995) – soprán
- Anna Klamo (1975–) – soprán
- Michal Klamo (1963–) – tenor
- Josef Klán (1921–2012) – bas
- Marie Klánová-Panznerová (1865–1956) – soprán
- Helena Klašková (1936–) – soprán
- Pavel Klečka (1967–) – basbaryton
- Eva Klečková-Kováříková (1951–) – mezzosoprán
- Eduard Klezla (1961–) – baryton
- Arnošt Klíma (1921–1995) – bas
- Václav Kliment (1862–1918) – bas
- Magda Kloboučková-Crháková (1960–) – soprán
- Zdena Kloubová (1960–) – soprán
- Hedi Klug (1932–2003) – soprán
- Kateřina Kněžíková (1982–) – soprán
- Naděžda Kniplová (1932–) – soprán
- Vojtech Kocián (1937–) – tenor
- Přemysl Kočí (1917–2003) – baryton
- Viktor Kočí (1920–2005) – tenor
- Míla Kočová (1898–1951) – soprán
- Sylvia Kodetová (1930–2018) – soprán
- Marie Kolárová (1901–1980) – soprán
- Karel Komarov (1870–1928) – baryton
- Kateřina Kometová-Podhorská (1807–1889) – soprán
- Květa Koníčková (1932–2017) – soprán
- Jan Konstantin (1894–1965) – baryton
- Ondřej Koplík (1979–) – tenor
- Miroslav Kopp (1955–) – tenor
- Marie Körbrová(-Chlostíková-Poláčková-Kunzová) (1860–1943) – soprán
- Zoltán Korda (1968–) – tenor
- Jaroslav Kosec (1949–2020) – baryton
- Blažena Kosková (1911–1982) – soprán
- Hana Kostelecká (1973–) – soprán
- Olga Koubková (1950–) – mezzosoprán
- Jindra Koubová (1888–1946) – soprán
- Ivana Koupilová-Čtvrtečková (1959–) – soprán
- Oldřich Kovář (1907–1967) – tenor
- Jiří Kozderka (1915–2010) – tenor
- Božena Kozlíková (1901–1991) – mezzosoprán
- Magdalena Kožená (1973–) – mezzosoprán
- Čestmír Kráčmar (1934–2007) – baryton
- Karel Král (1874–1920) – baryton
- František Krampera (1877–1955) – tenor
- Hana Kramperová (1888–1968) – soprán
- Kamila Kramperová (1909-1970) -
- Jarmila Krásová (1938–2016) – soprán
- Marta Krásová (1901–1970) – mezzosoprán a alt
- Jarmila Krátká (1934–) – soprán
- Otakar Kraus (1909–1980) – baryton
- Radek Krejčí (1964–) – basbaryton
- Vladimír Krejčík (1931–2013) – tenor
- Tomáš Krejčiřík (1955–) – tenor
- Lenka Krejčiříková (?–) – soprán
- Marie Kremerová (1940–) – soprán
- Věra Krilová (1924–2000) – alt
- Jarmila Kristenová (1917–1996) – soprán
- Adolf Krössing (1848–1933) – tenor
- Zdeněk Kroupa (1921–1999) – bas
- Olga Vít Krumpholzová (1981–) – soprán
- Karel Křemenák (1929–2007) – basbaryton
- Josef Křikava (1895–1981) – baryton
- Oldřich Kříž (1960–) – baryton
- Vratislav Kříž (1957–) – baryton
- Jarmila Kšírová (1910–1983) – soprán
- Marie Kubátová (1873–1913) – soprán
- Jiří Kubík (1955–) – baryton
- Richard Kubla (1890–1964) – tenor
- Terezie Küffelová (kol. 1786–po 1811) – soprán
- Karel Kügler (1885–1950) – tenor
- Jan Kühn (1891–1958) – bas
- Markéta Kühnová (1905–1994) – soprán
- František Kunc (1909–2000) – baryton
- Eduard Kunz (1813–1876) – baryton
- Vojtěch Kupka (1958–) – baryton
- Anna Kupková (1848–1903) – soprán
- Ivan Kusnjer (1951–) – baryton
- Jiří Kusý (1948–2016) – baryton
- Valérie Kvapilová (1901–1983) – soprán
- Václav Kvarda (1924–1998) – tenor
- Vladimír Kyas (zpěvák) (1943–) – baryton
- Jan Kyzlink (1930–1991) – bas

## L
- Božena Laglerová (1886–1941) – soprán
- Johann Baptist Lasser (1751–1805) – tenor / bas
- Hanuš Lašek (1860–1937) – tenor
- Marie Laušmannová (1855–1933) – soprán
- Antonín Lebeda (1873–1946) – tenor
- Míla Ledererová (1907–1997) – soprán
- Marie Lehmannová (1851–1931) – soprán
- Lilli Lehmannová-Kalischová (1848–1929) – soprán / mezzosoprán
- Marie Theresie Lehmannová-Löwová (1809–1885) – soprán
- Therese Leiferová (1771–1846) – soprán
- Marcela Lemariová (1928–2003) – soprán
- Libuše Lesmanová (1921–2019) – mezzosoprán
- Josef Lev (1832–1898) – baryton
- Jana Levicová (1975–) – mezzosoprán
- Helena Lexová (1922–1992) – soprán
- Michal Lieberzeit (1984–) – baryton
- Oldřich Lindauer (1931–1977) – tenor
- Dagmar Linhartová (1921–1990) – mezzosoprán
- Sergej Ljadov (1961–2017) – tenor
- Luděk Löbl (1933–) – tenor
- Pavel Ludikar (1882–1970) – bas
- Jan Ludvík Lukes (1824–1906) – tenor
- Jenny Lutzerová (1816–1877) – soprán

## M
- Karel Macek (1928–2011) – tenor
- Vladimír Mach (1929–2004) – baryton
- Otakar Mácha (1885–1955) – tenor
- Marie Macháčková (?–?) – soprán
- Marcela Machotková (1931–2021) – soprán
- Emma Maislerová-Sáková (1850–1925) – soprán
- Václav Málek (1955–) – tenor
- Jan Malík (1924–2021) – tenor
- Lubor Malík (1936–) – tenor
- Iva Malinová (1947–) – mezzosoprán
- Magda Málková (1959–) – mezzosoprán
- Josef Malý (1852–1917) – bas
- Luděk Mandaus (1898–1971) – bas
- Karel Václav Marek (1902–1939) – bas
- Václav Marek (1944–) – bas
- Štefan Margita (1956–) – tenor
- Milada Marková (1913–1986) – soprán
- Zuzana Marková (1988–) – soprán
- Jiřina Marková-Krystlíková (1957–) – soprán
- Jan Markvart (1948–) – soprán
- Libuše Márová (1943–) – mezzosoprán
- Bohuslav Maršík (1937–) – bas
- Jan Martiník (1983–) – bas
- Otakar Mařák (1872–1939) – tenor
- Josef Otakar Masák (1899–1972) – tenor
- Daniel Matoušek (1997–) – tenor
- Martin Matoušek (1973–) – baryton
- Růžena Maturová (1869–1938) – soprán
- Petr Matuszek (1962–) – baryton
- Hynek Maxa (1922–2001) – baryton
- Jaroslava Maxová (1957–) – mezzosoprán
- Jan Nepomuk Maýr (1818–1888) – tenor
- Čeněk Melichárek (1851–1898) – tenor
- Tereza Merklová (1978–) – soprán
- Karla Micková (1882–1925) – alt
- Václav Michalesi (1794–1836) – bas
- Alena Míková – (1928–2014) – soprán
- Emilie Miková-Bennewitzová (1834–1906) – soprán
- Marie Minářová-Štrosová (1896–1968) – soprán
- Radmila Minářová (1925–2004) – soprán
- Božena Ministrová (1922–2013) – alt
- Ema Miřiovská (1891–1974) – soprán
- Vilém Míšek (1936–2019) – baryton
- Ivana Mixová (1930–2002) – mezzosoprán
- Čeněk Mlčák (1927–1990) – baryton
- Ladislav Mlejnek (1959–) – bas
- Milada Modestinová (1888–1942) – soprán
- Cecilia Monti (kolem 1710–po 1736) – soprán
- Stanislava Moravová (1955–) – mezzosoprán
- Christina Morfová (1889–1936) – soprán
- Václav Morys (1958–) – tenor
- Marie Moser-Steinitzová (1847–1911) – soprán / mezzosoprán
- Ladislav Mráz (1923–1962) – basbaryton
- Jaroslav Mrázek (1949–) – tenor
- Christina Mrázková-Kluge (1963–) – soprán
- Jarmila Mrkusová (1970–) – soprán
- Oldřich Mrňák (1920–2003) – bas
- Johanna Mugrauerová (1869–1940) – soprán
- Josef František Munclingr (1888–1954) – bas
- Zdeněk Musil (1962–) – baryton
- Milada Musilová (1912–1996) – soprán
- Stanislav Muž (1896–1955) – baryton

## N
- Renée Nachtigallová (1954–) – soprán
- Žofie Napravilová (1910–1950) – soprán
- Josef Navrátil (1840–1912) – tenor
- Bohuslava Návratová-Jelínková (1944–) – mezzosoprán
- Jindřich Nečesaný (1960–) – tenor
- Petr Nekoranec (1992–) – tenor
- Miloslav Nekvasil (1930–) – baryton
- Ladislav Neshyba (1927–1978) – bas
- Libuše Neubarthová (1926–2000) – mezzosoprán
- Marie Nežádalová (1897–1967) – soprán
- Ella Noëmi (1875–1940) – soprán
- Ada Nordenová (1891–1973) – soprán
- Richard Novák (1931–) – bas
- Václav Novák (Lukeš-Novák) (1881–1928) – baryton
- Alena Nováková (1926–) – soprán
- Věra Nováková (1957–) – soprán
- Věra Nováková-Bezoušková (1924–) – soprán
- Jarmila Novotná (1907–1994) – soprán
- Dalibor Novotný (1926–2015) – tenor
- Jaromír Novotný (1961–) – tenor
- Jiří Novotný (1921–2004) – tenor

## O
- Jiří Odehnal (1923–1991) – tenor
- Vladimír Okénko (1956–) – tenor
- Jiří Olejníček (1937–2013) – tenor
- Marie Olejníčková-Helenská (1923–2013) – tenor
- Emil Olšovský (1890–1945) – tenor
- Jan Ondrejka (1982–) – tenor
- Zdeněk Otava (1902–1980) – baryton
- Jan Ouředník (1877–1950) – baryton
- Marie Ovčačíková (1927–2008) – alt

## P
- František Pácal (1865–1938) – tenor
- Václav Paclík (1932–) – bas
- Věra Páchová (1952–) – alt
- Josef Paleček (1842–1915) – bas
- Jarmila Palivcová (1925–2010) – mezzosoprán
- Olga Paršová-Zikešová (1853–1941) – soprán
- Marie Paříková rozená Vojtková (1909–1999) – soprán
- Libuše Paserová (1900–1984) – soprán
- Hans Patek (1857–1937) – tenor
- Jaroslav Patočka (1973–) – bas/basbaryton
- Jiří Pavlíček (1931–2005) – tenor
- Jitka Pavlová (1937–) – mezzosoprán
- Zuzana Pavlová (1957–) – soprán
- Lenka Pavlovič (1986–) – soprán
- Ester Pavlů (1986–) – mezzosoprán
- Dagmar Pecková (1961–) – mezzosoprán
- Hana Pecková (1957–) – soprán
- Jarmila Pechová (1919–2008) – soprán
- Antonín Pelc (1890–1974) – teror
- Mathilde Peréchonová (Swobodová) (1841–po 1873) – mezzosoprán
- Adolf Perluss (1858–1911) – tenor
- Teresa Peruzzi (po 1700–po 1740) – alt
- Antonín Peták (1829–po 1898) – tenor
- Ignác (Hynek) Peták (1822–po 1862) – tenor
- Božena Petanová (1888–1958) – soprán
- Karel Petr (1930–2017) – bas
- Rudolf Petrák (1917–1972) lytický tenor
- Štefa Petrová (1909–1972) – soprán
- Bohdan Petrović (1971–) – tenor
- Marie Petzoldová-Sittová (1852–1907) – soprán
- Miloslava Pippichová-Havelková (1847–1878) – soprán
- Hana Pírková (1894–1944) – soprán
- Marie Pisařovicová-Valentová (1842–1912) – soprán/mezzosoprán
- Jan Křtitel Píšek (1814–1873) – baryton
- Jan  Pištěk (1847–1907) – tenor
- Alois Pivoňka (1863–1944) – bas
- Věra Pivoňková (1966–1939) – alt
- Sylva Pivovarčíková-Králová (1958) – soprán
- Adam Plachetka (1985–) – basbaryton
- Pavel Rudolf Plasche (1977–) – kontratenor a tenor
- Bedřich Plaške (Plaschke) (1875–1952) – baryton
- Zdeněk Plech (1977–) – bas
- Jan Pleticha (1920–2010) – tenor
- Antonie Plodková-Panochová (1842–1912) – mezzosoprán
- Josef Pöck (1812–1869) – bas
- Matyáš Podhorský (1800–1849) – baryton
- Miloslav Podskalský (1944–) – baryton
- Ferdinand Pohl (1794–po 1859) – tenor
- Jindra Pokorná (1926–2007) – soprán
- Jindřich Polák (1834–po 1900) – tenor
- Robert Polák (1866–1926) – bas
- Barbora Polášková (1978–) – mezzosoprán
- Emil Pollert (1877–1935) – bas
- Irena (Vašíčková-)Pollini (1955–) – soprán
- Michael Pospíšil (1962–) – bas
- Jaroslav Pospíšil (1905–1979) – tenor
- Ferdinand Pour (1894–1939) – baryton
- Josef Preisinger (1796–1865) – bas
- Vlasta Preislerová-Ployharová (1928–2021) – soprán
- Lubomír Procházka (1922–2012) – tenor
- Petr Procházka (1939–) – bas
- Jaroslava Procházková (1912–1978) – soprán
- Oldřiška Procházková (1950–) – soprán
- Olga Procházková (1957–) – soprán
- Simona Procházková (1963–) – soprán
- Josef Alois Prokop (1807–1862) – baryton
- Ludmila Prokopová (1888–1959) – soprán
- Valentin Prolat (1958–) – tenor
- Josef Průdek (1944–) – baryton
- Karel Průša (1931–1999) – bas
- Radek Prügl (1977-) - tenor
- Libuše Prylová (1924–1993) – soprán
- Jiří Přibyl (1975–) – bas
- Vilém Přibyl (1925–1990) – tenor
- Jiří Přichystal (1926–1997) – bas
- Jiřina Přívratská (1951–) – mezzosoprán
- Bohumil Pták (1869–1933) – tenor
- Štěpánka Pučálková (1986–) – mezzosoprán

## R
- Karel František Rafael (1762–1799) – bas
- Jindřiška Rainerová (1955–) – mezzosoprán
- Jiří Rajniš (1962–) baryton
- Jiří Rajniš mladší (1988–) basbaryton
- Alice Randová (1960–) – soprán
- Edita Randová (1965–) – mezzosoprán a alt
- Eva Randová (1936–) – mezzosoprán a alt
- Emilie Rastelliová (1841–1886) – soprán
- Marie Rathouská-Málková (1924–) – soprán
- Carlo Raverta (1843–1908) – tenor
- Josef Reichel (1819–1866) – tenor
- Irma Reichová (1859–1930) – soprán
- Elsa (Wollnerová-)Reichová (1879–po 1913) – soprán
- Regina Renzowa-Jürgens (1958–) – soprán
- Jindřiška Rettigová (1813–1854) – soprán
- Lilka Ročáková (1948–) – soprán
- František Roesler (1914–1990) – baryton
- Tereza Roglová (1965–) – mezzosoprán
- Jaroslav Rohan (1907–1985) – tenor
- Natalia Romanová (1944–) – soprán
- Katharina Rosenová (1861–1941) – soprán
- Filipina Roscherová (1813–1842) – soprán
- Joseph Rothe (1758–1808) – bas
- Gabriela Roubalová (1843–1922) – soprán
- Běla Rozumová-Chalabalová (1903–1986) – soprán
- Dora Rubart-Pavlíková (1981–) soprán
- Jan Rubeš (1920–2009) – bas
- Terezie Rückaufová (1846–1908) – soprán
- Jarmila Rudolfová (1934–) – soprán
- Josef Rybička (1922–2015) – tenor

## Ř
- Marie Řezníčková (1900–1972) – mezzosoprán

## S
- Barbara Sabella (1978–) – soprán
- František Sák (1817–1883) – bas
- Ema (Maislerová-)Sáková (1850–1925) – soprán
- Richard Samek (1978–) – tenor
- Teresa Saporitiová (1863/4–1869) – soprán
- Albína (Alba) Sehnalová (1890–1946) – soprán
- Radka Sehnoutková (1976–) – soprán
- Svatopluk Sem (1973–) – baryton
- Vila (Vilemína) Severová (1923–) – soprán
- Georg Schantroch (po 1750–1819) – bas
- Helena Schieblová-Vávrová (1851–1910) – soprán
- Carl Joseph Schikaneder (1773–1845) – bas
- Anna (Nanette) Schikanederová (1767–1862) – soprán
- Antonie Schikanederová (před 1800–1868) – mezzosoprán
- Jiří Schiller (1921–1976) – baryton
- Jana Scholzeová (1941–) – alt
- Ernestine Schumann-Heink (1861–1936) – kontraalt
- Franz Josef Schüttky (1817–1893) – bas
- Theodor Schütz (1878–1961) – tenor
- Jakub Schwarz (Švarc) (1835–1914) – baryton
- Jana Sibera (1979–) – soprán
- Václav Sibera (19?–) – tenor
- Georg Sieglitz (1854–1917) – bas
- Lucie Silkenová (1984–) – soprán
- Jaroslav Skácel (1916–1958) – tenor
- Anna Slavíková (1877–1948) – soprán
- Leo Slezak (1873–1946) – tenor
- Jaroslav Slováček (1927–) – tenor
- Klement Slowioczek (1945–) – bas
- Jana Smítková (1942–) – soprán
- Karel Smolka (1939–) – baryton
- Věra Smolková (1947–) – soprán
- Bronislava Smržová Tomanová (1981–) – soprán
- Miroslav Smyčka (1926–2017) – baryton
- Božena Snopková (1890–1974) – soprán
- Jitka Soběhartová (1950–) – soprán
- Bohumil Soběský (1892–1965) – baryton
- Jaroslav Sobota (1903–1970) – tenor
- Ondřej Socha
- Henriette Sontagová (1806–1854) – soprán
- Jaroslav Souček (1935–2006) – baryton
- Julius Souček (1863–1940) – tenor
- Stanislava Součková (1923–1997) – soprán
- Václav Soukup (1846–1923) – tenor
- Cecílie Soukupová(-Botschonová) (1827–1888) – mezzosoprán
- Věra Soukupová (1932–) – mezzosoprán a alt
- Jan Soumar (1926–1985) – baryton
- Zdeněk Soušek (1913–2004) – tenor
- Franz Spengler (1748–1796) – tenor
- Oldřich Spisar (1919–2001) – tenor
- Richard Sporka (1951–2012) – tenor
- Marie Steinerová (1923–2019) – soprán
- Pavel Stejskal (1937–) – basbaryton
- Franz Steger (1824–1911) – tenor
- Tomáš Stelzer (kol. 1781–1815) – tenor
- Johann August Stöger (1791–1862) – tenor
- Stanislav Stolbenko (1926–2011) – bas
- August Stoll (1853–1918) – tenor
- Tereza Stolzová (1834–1902) – soprán
- Cecilie Strádalová (1923–1994) – soprán
- Peter Straka (1950–) – tenor
- Karel Strakatý (1804–1868) – bas
- Teresa Strinasacchi (1764–1838) – soprán
- Petr Strnad (1955–) – tenor
- Romana Strnadová (1966–) – mezzosoprán
- Leopold Stropnický (1845–1914) – baryton
- Vladimír Stropnický (1911–1982) – bas
- Jaroslav Stříška (1919–2001) – tenor
- Jiří Sulženko (1958–) – bas
- Daniela Suryová (1943–2002) – mezzosoprán
- Jaromír Svoboda (1917–1992) – tenor
- Josef Svoboda (1806–1882) – tenor
- Jitka Svobodová (1964–) – soprán
- Leopolda Svobodová-Hanusová (1874–1941) – soprán
- Radoslav Svozil (1923–2007) – baryton
- Jana Sýkorová (1973–) – mezzosoprán

## Š
- Milada Šafránková (1928–1991) – soprán
- Ivana Šaková (1966–) – soprán
- Julie Šamberková (1846–1892) – mezzosoprán
- Simona Šaturová (?–) – soprán
- Vojtěch Šebesta (1842–1880) – baryton
- Jiřina Šejbalová (1905–1981) – soprán
- František Šifta (1922–2002) – tenor
- Robert Šicho (1967–) – tenor
- Valentin Šindler (1885–1957) – tenor
- Vanda Šípová – soprán
- František Šír (1863–1931) – baryton
- Hana Škarková (1978–) – soprán
- Vlastimil Školaudy (1920–2003) – tenor
- Lenka Škorničková (?–) – soprán
- Ludmila Škorpilová (1936–2016) – mezzosoprán
- Josef Škrobánek (1943–) – tenor
- František Škroup (1801–1862) – tenor
- Yvona Škvárová (1965–) – mezzosoprán a alt
- Marie Šlechtová (1885–1953) – soprán
- Lenka Šmídová (1961–) – alt
- Zdeněk Šmukař (1951–) – tenor
- Naďa Šormová (1938–) – soprán
- Vladimír Šorsák (1934–2016) – bas
- Daniela Šounová (Daniela Šounová-Brouková) (1943–) – soprán
- Maru Špačková (1905–1968) – soprán
- Alena Španihelová (1925–2010) – mezzosoprán
- Marie Šponarová (1897–1982) – soprán
- Erika Šporerová (1961–) – mezzosoprán a alt
- Jana Šrejma Kačírková (1982–) – soprán
- Teodor Šrubař (1917–1979) – baryton
- Michaela Šrůmová (?–) – soprán
- Jaroslav Štajnc (1943–2013) – basbaryton
- Štěpánka Štěpánová (1906–1992) – alt
- Mirko Štork (1880–1953) – tenor
- Milada Šubrtová (1924–2011) – soprán
- Brigita Šulcová (1937–) – soprán
- Marie Šulcová(-Macháčková) (?–1847) – soprán
- Josef Šulista (1920–2008) – basbaryton
- Pavel Švanda ze Semčic (1855–1923) – tenor
- Terezie Švarcová (1982–) – soprán
- Zdeněk Švehla (1924–2014) – tenor
- Miroslav Švejda (1939–2024) – tenor
- Antonín Švorc (1934–2011) – baryton

## T
- Gustav Talman (1899–1964) – tenor
- Zdena Talpová (1925–1981) – soprán
- Yvetta Tannenbergerová (1968–2012) – soprán
- Helena Tattermuschová (1933–) – soprán
- Maria Tauberová (1911–2003) – soprán
- Bronislava Taufrová (1923–1993) – soprán
- Hanuš Thein (1904–1974) – bas
- Karla Tichá (1895–1977) – soprán
- Josef Tichatschek (1807–1886) – tenor
- Drahomíra Tikalová (1915–1997) – soprán
- Maria Tkadlčíková (1964–) – soprán
- Andrea Tögel Kalivodová (1977–) – mezzosoprán
- Dalibor Tolaš (1960–2024) – baryton
- Jakub Tolaš (1971–) – baryton
- Katharina Tomaselli (1811–1857) – soprán
- Vladimír Tomš (1900–1935) – tenor
- Johanna Tonnerová (1826–po 1859) – soprán
- František Trnka (1859–1929) – tenor
- Jan Trochlil (?–?) – tenor
- Irena Troupová (?–) – soprán
- Evžen Trupar (1946–) – bas
- Vladimír Třebický (1948–) – bas
- František Vincenc Tuček (1773–1820) – tenor
- Konrád Tuček (1922–) – tenor
- René Tuček (1936–2017) – baryton
- Evžen Tůma (1927–) – basbaryton
- Hedvika Tvrdá (1961–) – soprán
- Ella Tvrdková (1878–1918) – soprán

## U
- Jaroslav Ulrych (1920–1972) – tenor
- Kamila Ungrová (1887–1972) – soprán
- Markéta Ungrová (1953–) – soprán
- Josef Urbánek (1860–1936) – tenor
- Miroslav Urbánek (1949–) – tenor
- Eva Urbanová (1961–) – soprán
- Vlasta Urbanová (1914–2004) – soprán

## V
- Jan Vacík (1950–) – tenor
- Pavla Vachková (1891–1978) – soprán
- Ivona Valentová (1944–) – soprán
- Zdena Vaníčková-Matoušková (1956–) – soprán
- Pavel Vančura (1955–) – soprán
- Dagmar Vaňkátová (1963–) – soprán
- Antonín Vávra (pěvec) (1847–1932) – tenor
- Jan Hilbert Vávra (1888–1950) – baryton
- Helena (Schieblová-)Vávrová (1851–1910) – soprán
- Jaromír Vavruška (1939–2010) – bas
- Ivana Veberová (1984–) – soprán
- Čeněk (Vincenc) Vecko (1834–1874) – tenor
- Blanka Vecková (1916–1974) – soprán
- Luděk Vele (1951–) – bas
- Ludmila Vernerová-Nováková (1962–) – soprán
- Anna Veselá (1860–1950) – soprán
- Marie Veselá (1892–1969) – soprán
- Marie Veselá (1935–) – mezzosoprán
- Miroslava Veselá (1964–) – soprán
- Jiří Veselý (1920–) – baryton
- Karel Veselý (1861–1904) – tenor
- Miloslav Veselý (1951–) – tenor
- Jaroslav Veverka (1912–1976) – bas
- Josef Veverka (1930–1992) – tenor
- Jarmila Vidlářová (1940–1996) – soprán
- Bohumír Vich (Vích) (1911–1998) – tenor
- Václav Viktorin (Viktorín) (1849–1924) – baryton
- Edita Viskotová (?–) – soprán
- Giuseppina Vitali-Augusti (1846–1915) – soprán
- Blanka Vítková-Fleischhansová (1948–2014) – mezzosoprán
- Lea Vítková (?–) soprán
- Milan Vlček (1968–) – tenor
- Věra Vlčková (1922–1983) – soprán
- Leo Marian Vodička (1950–) – tenor
- Břetislav Vojkůvka (1957–) – tenor
- Josef Vojta (1908–1977) – tenor
- Michal Vojta (1965–) – tenor
- Antonín Fabián Vojtíšek (1771–po 1820) – tenor
- Milan Voldřich (1948–) – tenor
- Miroslava Volková (1954–) – mezzosoprán/alt
- Rudolf Vonásek (1914–1995) – tenor
- Antonín Votava (1909–1966) – tenor
- Pavla Vykopalová (1972–) – soprán/mezzosoprán
- Jaroslava Vymazalová (1924–1991) – soprán

## W
- Jarmila Hassan Abdel Wahab (1917–1996) – mezzosoprán
- Jana Wallingerová (?–) – mezzosoprán/alt
- Adolf Wallnöfer (1854–1946) – tenor
- Gustav Walter (1834–1910) – tenor
- Johann Ignaz Walter (1755–1822) – tenor/baryton
- Virginie Walterová (1954–) – mezzosoprán
- Mathilde Weissmannová-Zavrtalová (1746–1908) – soprán
- Eliška Weissová (1979–) mezzosoprán
- Maximilian Wiedermann (kol. 1800–po 1861) – baryton
- Josef Wieser (1757–1810) – tenor
- Oldřich Wieser (1928–1898) – bas
- Josef Wild (1882–1928) – bas
- Robert Wolek (1934–1992) – bas
- Marie Wollnerová (1858–1939) – mezzosoprán/soprán
- Vladimír Wuršer (1888–1942) – tenor
- Jadwiga Wysoczanská (1927–) – soprán

## Z
- Jiří Zahradníček (1923–2001) – tenor
- Emilie Zachardová (1912–1951) – soprán
- Vladislav Zápražný (1950–) – baryton
- Bedřich Zavadil (1877–1942) – tenor
- František Zavřel (1901–?) – baryton
- Karel Zavřel (1891–1963) – baryton
- Helena Zawiszanka (1834–1902) – mezzosoprán/alt
- Lukáš Zeman (1983–) – baryton
- Arnoštka Zemanová (1967–2011) – soprán
- Helena Zemanová-Menzlová (1906–1990) – alt
- Jitka Zerhauová (1957–) – mezzosoprán
- Eva Zikmundová (1932–2020) – soprán
- Zdena Zíková (1902–1990) – soprán
- Václav Zítek (1932–2011) – baryton
- Vilém Zítek (1890–1956) – bas
- Antonín Zlesák (1921–1985) – tenor
- Vojtěch Zouhar (1921–1988) – baryton

## Ž
- Benedikt Emanuel Žák (1758–1826) – tenor
- Alena Žáková (1950–) – soprán
- Emílie Žáková (1923–2007) – soprán
- Marika Žáková (1973–) – mezzosoprán/alt
- Marie (Marja) Žaludová (1898–1985) – soprán
- Jiří Železný (1944–1990) – tenor
- Ivo Žídek (1926–2003) – tenor
- Václav Živný (1970–) – bas
- Iveta Žižlavská (1959–) – soprán